# Micromurexia habbema
Micromurexia habbema är en art i familjen rovpungdjur som förekommer på Nya Guinea.
Arten listas enligt standardverket Mammal Species of the World som enda art i sitt släkte men denna klassificering är omstridd. Djuret lever i Nya Guineas centrala bergstrakter mellan 1 600 och 3 700 meter över havet. Habitatet utgörs av olika sorters skogar och gräsmarker. Enligt en studie från 2007 bör de kända underarterna, M. h. habbema och M. h. hageni, räknas som självständiga arter. Andra avhandlingar listar inga underarter.
Det vetenskapliga släktnamnet är sammansatt av det latinska ordet mikros (mycket litet) och släktnamnet för arten Murexia longicaudata. Artepitetet syftar på sjön Habbema.

## Utseende
Arten når en vikt mellan 20 och 45 gram. Arten når en kroppslängd (huvud och bål) av 11,0 till 12,2cm och en svanslängd av 10,9 till 15,7cm. Honor är lite mindre än hannar. Pälsen är i motsats till nära besläktade rovpungdjur enfärgad på ovansidan utan fläckar. Typiskt är en kam av längre hår på svansens undersida. Svansens kan vara helt mörkbrun eller lite ljusare på undersidan.

## Ekologi
Individerna är aktiva på natten och vistas främst på marken. De vilar i underjordiska bon. Boet kan ha en eller två ingångar och de djupaste delarna ligger 80 till 100cm under markytan. Det centrala rummet fodras med blad och ormbunkar.
Honor har en väl utvecklad pung (Marsupium) med fyra spenar och föder upp till fyra ungar per kull. Det finns antagligen inga fasta parningstider. Ungarna får tre månader eller något längre di. Hanar blir efter ungefär tio månader könsmogna, värdet för honor är okänt.

## Status
IUCN ser inga avgörande hot för arten och listar den som livskraftig (LC).